# Sudap
Sudap – gaun wikas samiti we wschodniej części Nepalu w strefie Kośi w dystrykcie Terhathum. Według nepalskiego spisu powszechnego z 2001 roku liczył on 658 gospodarstw domowych i 3552 mieszkańców (1865 kobiet i 1687 mężczyzn).